# Банайтис, Станислав Иосифович
Станислав Иосифович Банайтис — советский хирург, учёный-медик, организатор военной медицины, член-корреспондент АМН СССР, академик АН Литовской ССР, генерал-майор медицинской службы.

## Биография
Родился в 1899 году в Санкт-Петербурге. Член КПСС с 1943 года.
С 1923 года — на хозяйственной, общественной и политической работе. В 1923—1954 гг. — хирург в различных военных госпиталях, преподаватель кафедры военно-полевой хирургии ВМА, участник советско-финляндской войны в качестве армейского хирурга-консультанта, заведующий кафедрой военно-полевой хирургии Харьковского военно-медицинского факультета, Куйбышевской ВМА, участник Великой Отечественной войны, главный хирург Западного и 3-го Белорусского фронтов, министр здравоохранения Литовской ССР, начальник кафедры военно-полевой хирургии ВМА им. С. М. Кирова.
Избирался депутатом Верховного Совета Литовской ССР 2-го созыва.
Скончался 3 февраля 1954 года. Похоронен в Ленинграде на Богословском кладбище (участок 33).